# Хаебару
Хаеба́ру (яп. 南風原町, はえばるちょう, МФА: [haebaɾu t͡ɕoː]?) — містечко в Японії, в повіті Шімаджірі префектури Окінава.  Отримало статус містечка 1980 року. Площа становить 10,72 км². Станом на 1 липня 2012 року населення складало 36 044  осіб, густота населення — 3360 осіб/км².   

Протягом 1429—1871 років територія Хаебару входила до складу Рюкюської держави. 1871 року остання була перетворена на японський автономний уділ Рюкю. 1879 року цей уділ анексувала Японська імперія, яка перетворила його на префектуру Окінава.